# Amélie Sancenot
Amélie Sancenot, née le 29 mai 1997, est une archère française.
Elle est médaillée d'argent en duo mixte d'arc à poulies avec Dominique Genet aux Championnats du monde de tir à l'arc 2015 à Copenhague.